# (1022) Olympiada
(1022) Olympiada ist ein Asteroid des Hauptgürtels, der am 23. Juni 1924 vom russischen Astronomen Wladimir Alexandrowitsch Albizki am Krim-Observatorium in Simejis entdeckt wurde.
Der Asteroid ist den Olympischen Spielen gewidmet, die zum Zeitpunkt der Entdeckung in Paris, Frankreich, stattfanden.
Die Umlaufbahn hat eine Große Halbachse von 2,8078 Astronomische Einheiten und eine Bahnexzentrizität von 0,1712. Damit bewegt er sich in einem Abstand von 2,3272 (Perihel) bis 3,2884 (Aphel) astronomischen Einheiten in 4,705 a um die Sonne. Die Bahn ist 21,063° gegen die Ekliptik geneigt.
Der Asteroid hat einen Durchmesser von 26,38 km und eine Albedo von 0,160. In 3,833 h rotiert er um die eigene Achse.